# Stylidium brunonianum
Stylidium brunonianum är en tvåhjärtbladig växtart. Stylidium brunonianum ingår i släktet Stylidium och familjen Stylidiaceae.

## Underarter
Arten delas in i följande underarter:
- S. b. brunonianum
- S. b. minor

## Bildgalleri

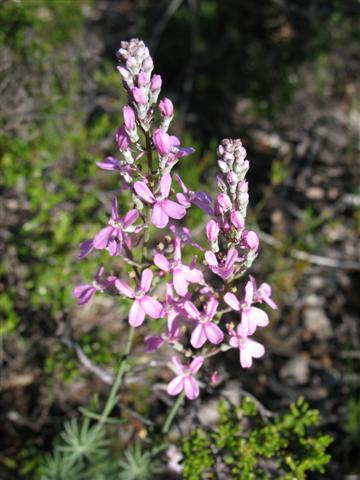
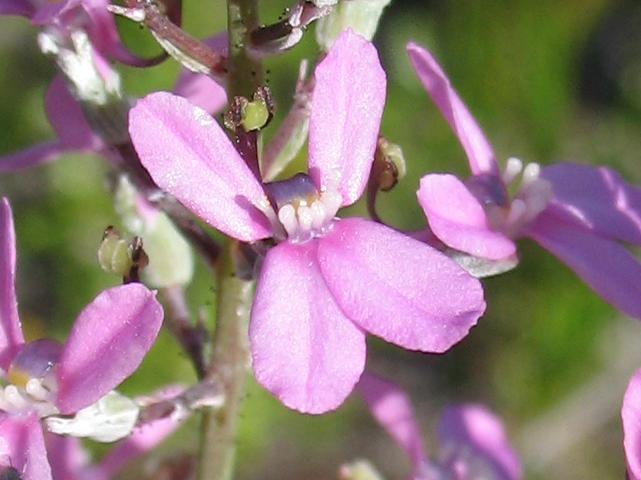
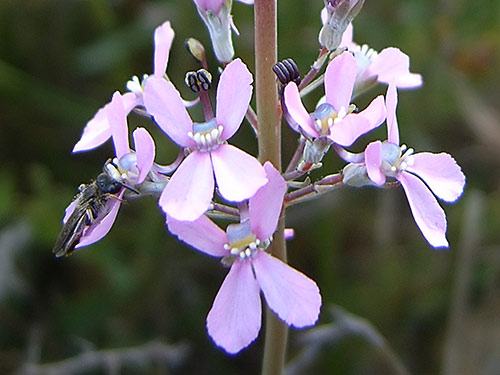
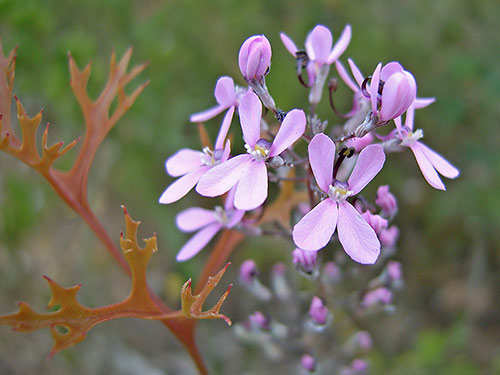
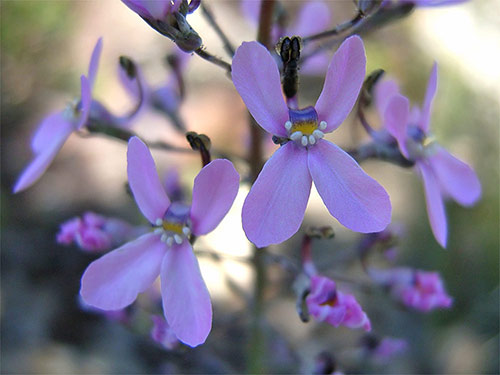
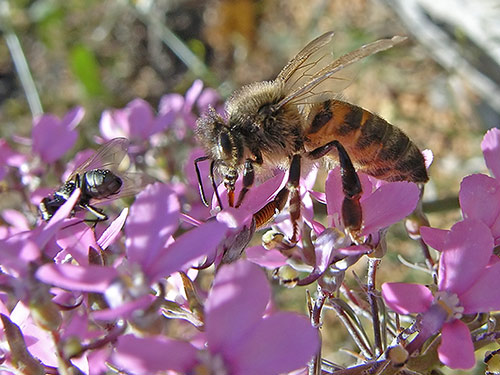